# Georg III av Storbritannien
Georg III (engelska: George III), George William Frederick, på svenska Georg Wilhelm Fredrik, född 4 juni (24 maj enligt g.s.) 1738 på Norfolk House i London, död 29 januari 1820 på Windsor Castle, Berkshire, var kung av Storbritannien och i personalunion kung av Irland 1760–1801, från 1801 kung av Förenade kungariket Storbritannien och Irland, samt kurfurste av Braunschweig-Lüneburg 1760–1814 och därefter kung av Hannover från 1814. Han var sonson till Georg II av Storbritannien.
På senare år uppvisade Georg III ett alltmer besynnerligt uppträdande, som så småningom klassades som sinnesstörning och gjorde hans regentskap alltmer ohållbart. År 1811 antog parlamentet en stadga som gjorde hans son, blivande Georg IV, till förmyndarregent fram till faderns död år 1820.

## Biografi

### Uppväxt
Georg föddes, för tidigt, på Norfolk House i London klockan halv åtta på morgonen den 4 juni 1738 som son till Fredrik Ludvig, prins av Wales, och därmed sonson till Georg II. Modern var Augusta av Sachsen-Gotha. Han var den tredje brittiske regenten från huset Hannover men till skillnad från sina föregångare hade han engelska istället för tyska som modersmål och besökte aldrig Hannover under sin livstid.
Georg II och prinsen av Wales hade ett mycket dåligt förhållande till varandra, vilket ledde till att pojken under sina tidiga år hölls borta från hovet. 1751 avled Fredrik, prins av Wales till följd av en huvudskada, och lämnade sonen hertigdömet Edinburgh. Den nya hertigen av Edinburgh blev tronarvinge och därmed prins av Wales. Modern, den nyblivna änkeprinsessan av Wales, misstrodde sin svärfar och höll prinsen av Wales borta från sin farfar. En person som var betydelsefull för den nye prinsens av Wales barndom var John Stuart, 3:e earl av Bute, som senare skulle tjäna som premiärminister.

### Hälsotillstånd
George III led från 30-årsåldern åtminstone periodvis av mag-tarmbesvär med kräkningar och svår förstoppning och från 40-årsåldern finns uppgifter om att urinen var ”bilious” (gyllenbrun) och senare rapporterades om ”bloody water”. Med dagens kunskaper bedöms det ha kunnat vara symtom på porfyri, vilket även skulle kunna förklara kungens progredierande allmänna försämring avseende både hans fysiska och mentala hälsotillstånd från omkring 1810.

### Äktenskap
Georg, prins av Wales, ärvde kronan då hans farfar Georg II, avled 25 oktober 1760. Efter trontillträdet började man söka efter en lämplig maka i Europa. 8 september 1761 gifte sig kungen med Charlotte av Mecklenburg-Strelitz (1744–1818) i det kungliga kapellet i St. James's Palace, London. Två veckor senare kröntes de båda i Westminster Abbey.
Georg hade varit förälskad i Sarah Lennox, dotter till hertigen av Richmond, och han ska ha "ryckt till" då han såg den alldagliga Charlotte första gången.
Georg III tog till skillnad från båda sina företrädare i samma ätt nog aldrig några älskarinnor. Han och Charlotte fick femton barn med varandra: Nio söner och sex döttrar; mer än någon annan monark i den engelska och senare brittiska historien. Två av hans söner blev kungar av Storbritannien, en blev kung av Hannover och en dotter blev drottning av Württemberg.
Georg ska enligt vissa uppgifter ha gift sig med en kväkare vid namn Hannah Lightfoot 17 april 1759 före sitt äktenskap med Charlotte. Om en sådan vigsel ägt rum skulle hans giftermål med Charlotte varit tvegifte och deras barn oäkta. Men ingen laglig vigsel med Lightfoot kan ha ägt rum. Hannah Lightfoot var redan gift med Isaac Axelford sedan 1753 och hon avled 1759, och kunde därmed inte fött några äkta barn från ett äktenskap i april 1759. "Äktenskapet" med Hannah Lightfoot nämndes i en rättegång år 1866, då Lavinia Ryves, dottern till bedragaren Olive Wilmot gjorde anspråk på att vara  "Prinsessan Lavinia". Ett förfalskat äktenskapsbevis beslagtogs och förvaras nu i de kungliga arkiven i Windsor Castle.

## Barn
1. Georg IV av Storbritannien, 1762–1830
2. Prins Fredrik, hertig av York och Albany, 1763–1827, g.m. prinsessan Fredrika Charlotta av Preussen 1767–1820
3. Vilhelm IV av Storbritannien, 1765–1837
4. Charlotte av Storbritannien, 1766–1828, g.m. Fredrik I av Württemberg 1754–1815
5. Prins Edvard, hertig av Kent och Strathearn, 1767–1820 (far till drottning Viktoria)
6. Prinsessan Augusta Sofia av Storbritannien, 1768–1840
7. Prinsessan Elisabet av Storbritannien, 1770–1840, g.m. lantgreve Fredrik VI av Hessen-Homburg 1759–1829
8. Ernst August I av Hannover, 1771–1851, g.m. sin kusin Fredrika av Mecklenburg-Strelitz 1778–1841
9. Prins August Fredrik, hertig av Sussex, 1773–1843, g.m. 1. lady Augusta Murray 2. lady Cecilia Buggin
10. Prins Adolf, hertig av Cambridge, 1774–1850, g.m. prinsessan Augusta av Hessen-Kassel 1797–1889
11. Prinsessan Maria, hertiginna av Gloucester och Edinburgh, 1776–1857, g.m. sin kusin prins Vilhelm Fredrik, hertig av Gloucester och Edinburgh
12. Prinsessan Sofia av Storbritannien, 1777–1848
13. Octavius, 1779–1783
14. Alfred, 1780–1782
15. Prinsessan Amalia av Storbritannien, 1783–1810

## Anfäder
|                |  |  |  |  |  |  |  |                          |  |  |  |  |  |  |  |                                       |  |  |  |  |  |  |  | Kung Georg I                                    |
|                |  |  |  |  |  |  |  |                          |  |  |  |  |  |  |  |                                       |  |  |  |  |  |  |  |                                                 |
|                |  |  |  |  |  |  |  |                          |  |  |  |  |  |  |  | Kung Georg II                         |  |  |  |  |  |  |  |                                                 |
|                |  |  |  |  |  |  |  |                          |  |  |  |  |  |  |  |                                       |  |  |  |  |  |  |  |                                                 |
|                |  |  |  |  |  |  |  |                          |  |  |  |  |  |  |  |                                       |  |  |  |  |  |  |  | Sofia Dorotea av Celle                          |
|                |  |  |  |  |  |  |  |                          |  |  |  |  |  |  |  |                                       |  |  |  |  |  |  |  |                                                 |
|                |  |  |  |  |  |  |  | Fredrik, prins av Wales  |  |  |  |  |  |  |  |                                       |  |  |  |  |  |  |  |                                                 |
|                |  |  |  |  |  |  |  |                          |  |  |  |  |  |  |  |                                       |  |  |  |  |  |  |  |                                                 |
|                |  |  |  |  |  |  |  |                          |  |  |  |  |  |  |  |                                       |  |  |  |  |  |  |  | Johan Fredrik, markgreve av Brandenburg-Ansbach |
|                |  |  |  |  |  |  |  |                          |  |  |  |  |  |  |  |                                       |  |  |  |  |  |  |  |                                                 |
|                |  |  |  |  |  |  |  |                          |  |  |  |  |  |  |  | Caroline av Ansbach                   |  |  |  |  |  |  |  |                                                 |
|                |  |  |  |  |  |  |  |                          |  |  |  |  |  |  |  |                                       |  |  |  |  |  |  |  |                                                 |
|                |  |  |  |  |  |  |  |                          |  |  |  |  |  |  |  |                                       |  |  |  |  |  |  |  | Eleonore Erdmuthe av Sachsen-Eisenach           |
|                |  |  |  |  |  |  |  |                          |  |  |  |  |  |  |  |                                       |  |  |  |  |  |  |  |                                                 |
| Kung Georg III |  |  |  |  |  |  |  |                          |  |  |  |  |  |  |  |                                       |  |  |  |  |  |  |  |                                                 |
|                |  |  |  |  |  |  |  |                          |  |  |  |  |  |  |  |                                       |  |  |  |  |  |  |  | Fredrik I av Sachsen-Gotha-Altenburg            |
|                |  |  |  |  |  |  |  |                          |  |  |  |  |  |  |  |                                       |  |  |  |  |  |  |  |                                                 |
|                |  |  |  |  |  |  |  |                          |  |  |  |  |  |  |  | Fredrik II av Sachsen-Gotha-Altenburg |  |  |  |  |  |  |  |                                                 |
|                |  |  |  |  |  |  |  |                          |  |  |  |  |  |  |  |                                       |  |  |  |  |  |  |  |                                                 |
|                |  |  |  |  |  |  |  |                          |  |  |  |  |  |  |  |                                       |  |  |  |  |  |  |  | Magdalena Sibylla av Sachsen-Weissenfels        |
|                |  |  |  |  |  |  |  |                          |  |  |  |  |  |  |  |                                       |  |  |  |  |  |  |  |                                                 |
|                |  |  |  |  |  |  |  | Augusta av Sachsen-Gotha |  |  |  |  |  |  |  |                                       |  |  |  |  |  |  |  |                                                 |
|                |  |  |  |  |  |  |  |                          |  |  |  |  |  |  |  |                                       |  |  |  |  |  |  |  |                                                 |
|                |  |  |  |  |  |  |  |                          |  |  |  |  |  |  |  |                                       |  |  |  |  |  |  |  | Karl, furste av Anhalt-Zerbst                   |
|                |  |  |  |  |  |  |  |                          |  |  |  |  |  |  |  |                                       |  |  |  |  |  |  |  |                                                 |
|                |  |  |  |  |  |  |  |                          |  |  |  |  |  |  |  | Magdalena Augusta av Anhalt-Zerbst    |  |  |  |  |  |  |  |                                                 |
|                |  |  |  |  |  |  |  |                          |  |  |  |  |  |  |  |                                       |  |  |  |  |  |  |  |                                                 |
|                |  |  |  |  |  |  |  |                          |  |  |  |  |  |  |  |                                       |  |  |  |  |  |  |  | Sophia av Sachsen-Weissenfels                   |
|                |  |  |  |  |  |  |  |                          |  |  |  |  |  |  |  |                                       |  |  |  |  |  |  |  |                                                 |

## Georg III i populärkulturen
- The Madness of George III, en pjäs från 1991 av Alan Bennett, ursprungligen med Nigel Hawthorne i rollen som Georg III
- Den galne kung George, en film från 1994 i regi av Nicholas Hytner, baserad på pjäsen av Bennett, med Hawthorne i rollen som Georg III
- Familjen Bridgerton: Drottning Charlotte, en spin-off från 2023 av tv-serien Familjen Bridgerton, med Corey Mylchreest och James Fleet i rollen som Georg III

### Allmänna källor
- Hibbert, Christopher (1999). George III: A Personal History. London: Penguin Books. ISBN 0-14-025737-3
- Brooke, John (1972). King George III London: Constable. ISBN 0-09-456110-9